# Битва при Мурсі
Битва при Мурсі — битва між військами узурпатора Магненція та імператорськими легіонами Констанція II, що відбулася 28 вересня 351 року.
Уклавши перемир'я з Шапуром ІІ, Констанцій ІІ направив війська на придушення повстання галльського узурпатора Магненція. Битва відбулася в долині річки Драва неподалік від міста Мурса в Нижній Паннонії (поблизу дороги Віа Мілітаріс).
Перед боєм Констанцій послав свого префекта Преторія Флавія Філіпа вести переговори з Магненціем, вимагаючи, щоб узурпатор відступив до Галлії. Після цього один з воєначальників Магненція, Клавдій Сільван перейшов на бік Констанція з частиною армії.
Бій був одним з найкривавіших у римській військовій історії. Згідно з Іоаном Зонарою, Магненцій втратив понад дві третини свого війська, а Констанцій — близько половини своєї армії, в цілому більше 50 тисяч загиблих. Навіть якщо вважати ці цифри перебільшеними в кілька разів, битва залишається однією з тих подій, які підточили могутність імперії. На внутрішні війни витрачалися значні людські та матеріальні ресурси, і водночас відбувається ослаблення оборони на кордонах, що призводило до все більш спустошливих нападів варварів.
Існувало також релігійне тлумачення конфлікту. Магненцій відновив деякі права язичників, в той час як Констанцій навіть покинув поле битви, щоб молитися близько неподалік розташованої могили християнського мученика. Єпископ Мурси Валент повідомив імператору, що ангел приніс йому звістку про перемогу, що поклало кінець будь-якій можливості язичницького відродження.
Магненцій, який втратив в бою свого вірного прибічника, магістра офіцій Марцелліна, остаточно був розгромлений два роки по тому.